# Línia defensiva

Posició de la línia defensiva (amb creus vermelles) a l'inici de jugada.

La línia defensiva, o defensive line (DL), és la formació de l'equip defensiu de futbol americà més llunyana a la zona d'anotació pròpia i situada a la línia de scrimmage.
La línia defensiva està formada per dos tipus de jugadors: els bloquejadors defensius i els línia defensiu exterior.
El número de jugadors que formen la línia varia en funció de la jugada, i pot ser de dos (mínim) a cinc (màxim).
Les funcions de la línia defensiva són, bàsicament, presionar el rerequart i bloquejar els corredors.
Les dues formacions defensives més típiques són les anomenades:

- 4-3: en aquest cas (molt utilitzat contra una jugada de correguda), la línia forma amb dos bloquejadors a l'interior i dos línies defensius exteriors;

- 3-4: aquesta defensa (típica contra una jugada de passada), la línia està formada per un bloquejador central (al qual s'anomena línia defensiu central) i dos línies defensius extreriors.
També es juga sovint una variant de la 4-3 posant un linia central defensiu, dos bloquejadors centrals (dret i esquerra) i dos línies defensius exteriors, arribant al màxim de 5 jugadors que poden fomar la línia.